# Kwerenda
Kwerenda (łac. quaerenda, ang. query, „zapytanie”) – poszukiwanie informacji w zasobie archiwum lub biblioteki. Celem kwerendy może być zarówno samo pobranie danych, jak i modyfikacje danych. Kwerendy przeprowadza się osobiście w czytelni instytucji, można skierować do niej zapytanie lub skorzystać ze zdigitalizowanych materiałów archiwalnych lub bibliotecznych online.

## Geoinformatyka

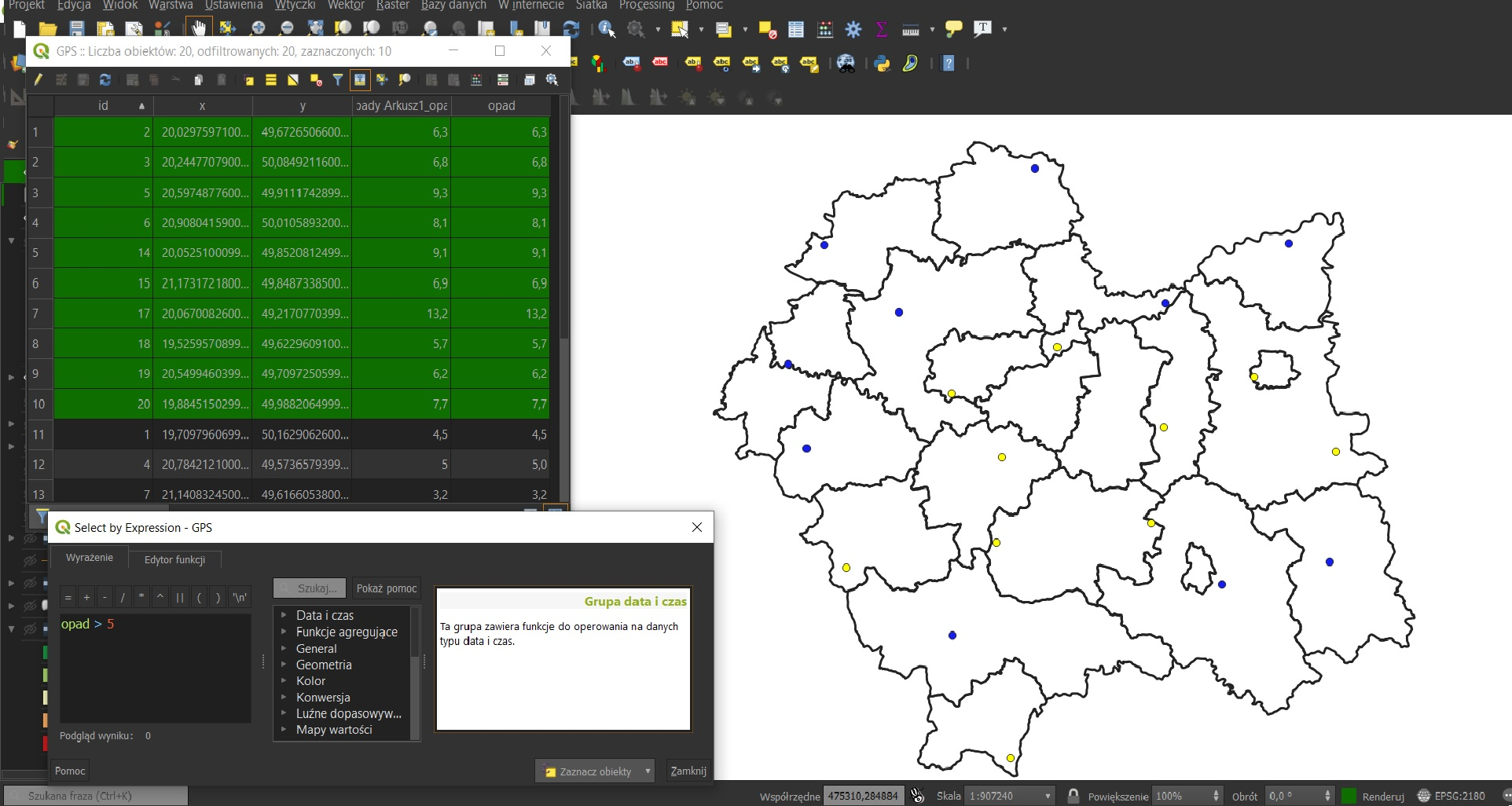
Przykład kwerendy w oprogramowaniu QGIS

Kwerendy wykorzystywane są m.in. w geoinformatyce. Najprostszy rodzaj kwerendy wymaga interakcji pomiędzy użytkownikiem a systemem geoinformacyjnym, który posługuje się różnymi metodami obrazowania wyniku zapytania. Na przykład jeśli dane są zapisane w postaci rastra, współrzędne wybranego punktu mogą być podane jako numer wiersza i kolumny macierzy, a także jako współrzędne prostokątne płaskie, obliczane na podstawie równania ustalonego w czasie rejestracji rastra.
Wskazanie punktu na mapie powinno dostarczyć także informacji o wartości atrybutów, takich jak wartość piksela, kod linii tworzącej wielobok itp. Ekran w postaci tabeli pozwala wyświetlić listę obiektów w postaci rekordów i pól atrybutów (wierszy i kolumn). Umożliwia to użytkownikowi łatwe znalezienie powiązań pomiędzy obiektem i jego atrybutami. Tabela jest zwykle przypisana każdemu typowi danych – wielobokom, liniom, punktom.
Współczesne programy GIS są wyposażone w znacznie bardziej skomplikowane procedury do wykonywania kwerend, które umożliwiają łączenie danych tekstowych z graficznymi w celu obrazowania wyników zapytań. Użytkownik może wskazać interesujące go obiekty na mapie, a następnie uzyskać informację na ich temat w postaci tabelarycznej.
Istnieje wiele metod wstępnego badania danych zapisanych w tabelach. Należą do nich polecenia języka SQL. Na rycinie pokazano przykład prostego zapytania do bazy danych w tabeli atrybutów. Są to obiekty, których atrybuty wyświetlono w postaci tabeli. Polecenie kwerendy miało postać 'opad > 5'. Wszystkie obiekty spełniające ten warunek zaznaczono na mapie barwą żółtą, a w tabeli podświetlono na zielono.
Analizy mogą być znacznie bardziej złożone, jeśli tabele są powiązane ze sobą za pośrednictwem wspólnych kluczy używanych w relacyjnych bazach danych. Bardziej rozwinięte metody pozwalają obliczać wartość średnią atrybutu w rekordach, a także tworzyć nowe pola w wyniku działań arytmetycznych (np. nowy atrybut, który jest równy ilorazowi dwóch innych atrybutów zapisanych w bazie danych).